# Emblema de la Unió Africana
L'emblema de Unió Africana està compost per dues circumferències concèntriques: l'exterior és de color daurat i la interior, verda. Dintre de la circumferència verda, en el centre de l'emblema, figura un mapa d'Àfrica de color daurat.
La circumferència daurada simbolitza la riquesa i el futur brillant desitjat per a l'Àfrica. La circumferència de color verd representa les esperances i aspiracions africanes. El mapa del continent africà, sense les seves fronteres interiors, eludeix a la unitat africana.
Els cercles i el mapa apareixen envoltats per una corona vegetal formada per dues branques de palma que simbolitzen la pau.
A la part inferior de l'emblema figuren, en una cinta daurada, set anells rojos entrellaçats que representen la solidaritat africana i la sang vessada durant l'alliberació del continent.